# Geraldo Piquet
Geraldo Piquet Souto Maior, mais conhecido simplesmente como Geraldo Piquet (Brasília, 17 de novembro de 1977) é um piloto brasileiro de automobilismo. Atualmente compete na Fórmula Truck com caminhão Ford na equipe DF Motorsport.
É o filho mais velho do tricampeão mundial de Fórmula 1 Nelson Piquet

## Trajetória esportiva

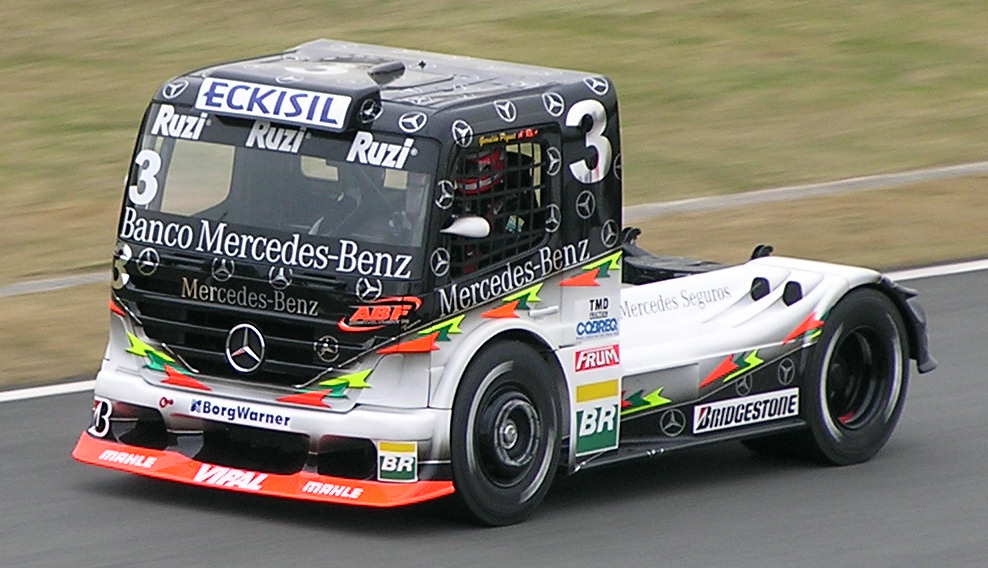
Piquet com seu Mercedes-Benz, em Interlagos 2016

Começou no kart na década de 1980. Em 2003 estreou na Fórmula Truck, onde compete até os dias de hoje. Correu com caminhão Mercedes-Benz na equipe ABF Competições, por varias temporadas.

### Resultados na Fórmula Truck
Legenda: (Corridas em negrito indicam pole position); (Corridas em itálico indicam volta mais rápida)
| Ano  | Equipe       | 1       | 2       | 3       | 4       | 5      | 6       | 7       | 8       | 9       | 10      | Classificação | Pontos |
| ---- | ------------ | ------- | ------- | ------- | ------- | ------ | ------- | ------- | ------- | ------- | ------- | ------------- | ------ |
| 2003 | ABF Mercedes | GOI 9   | GUA 8   | CAS Ret | BSB Ret | LON 10 | CAM 4   | SAO Ret | TAR 7   | CUR Ret |         | 11.°          | 21     |
| 2004 | ABF Mercedes | CAR 11  | GUA 15  | SAO 5   | GOI Ret | CAM 7  | LON Ret | CAS 5   | TAR 6   | BSB 2   |         | 8.º           | 49     |
| 2005 | ABF Mercedes | CAR 11  | GOI 3   | SAO Ret | GUA Ret | LON NP | CAM C   | CUR NP  | TAR NP  | BSB 16  |         | 18.°          | 13     |
| 2006 | ABF Mercedes | CAR Ret | FOR 4   | SAO NP  | GUA Ret | CAM NP | CAS 7   | CUR 4   | TAR 9   | BSB 1   |         | 8.º           | 52     |
| 2007 | ABF Mercedes | CAS 1   | TAR Ret | SAO 8   | FOR Ret | CAR 7  | GOI 7   | CUR 4   | CAM 7   | BSB 1   |         | 5.º           | 76     |
| 2008 | ABF Mercedes | GUA 13  | GOI 2   | CAR 2   | FOR 1   | SAO 2  | LON 16  | CAM Ret | CUR 3   | TAR 1   | BSB 6   | 2.º           | 165    |
| 2009 | ABF Mercedes | GUA 6   | FOR 1   | CAR 6   | GOI 10  | SAO 6  | LON Ret | ARG 3   | SCZ Ret | CUR 2   | BSB 2   | 5.º           | 132    |
| 2010 | ABF Mercedes | GUA 6   | RIO Ret | CAR 3   | CAM 9   | SAO 9  | LON 6   | ARG 1   | VEL 2   | CUR Ret | BSB 10  | 5º            | 114    |
| 2011 | ABF Mercedes | SCZ Ret | RIO 1   | CAR Ret | GOI 2   | SAO 5  | LON 2   | ARG 1   | GUA 3   | CUR Ret | BSB Ret | 2.º           | 89     |
| 2012 | ABF Mercedes | VEL NP  | RIO NP  | CAR 4   | GOI Ret | SAO 10 | CAS 4   | ARG Ret | GUA 6   | CUR Ret | BSB Ret | 13.º          | 46     |